# Курорт-Дарасун
Куро́рт-Дарасу́н (бур. Дарс Уhанай аршаан) — курортный посёлок городского типа в Карымском районе Забайкальского края. Расположен в долине реки Тура (приток Ингоды), между Даурским и Могойтуйским хребтами.
Ближайшая железнодорожная станция расположена в посёлке Дарасун, в 65 км севернее.

## Этимология
Поселение изначально называлась Дарасун и получило своё название от реки Дарасунки. Гидроним же восходи к бурятскому слову дарсан — «кислый, кислятина, квасок».
В 1957 году посёлок, для отличия от других одноимённых поселений (Дарасун, Вершино-Дарасунский), был переименован в Курорт-Дарасун.

## История
Курортный посёлок возник в 1800 году для обслуживания лечащихся на минеральном источнике «Дарасун» по указу императора Павла I от 17.10.1799 года.
Источники углекислой гидрокарбонатной кальциево-магниевой минеральной воды.

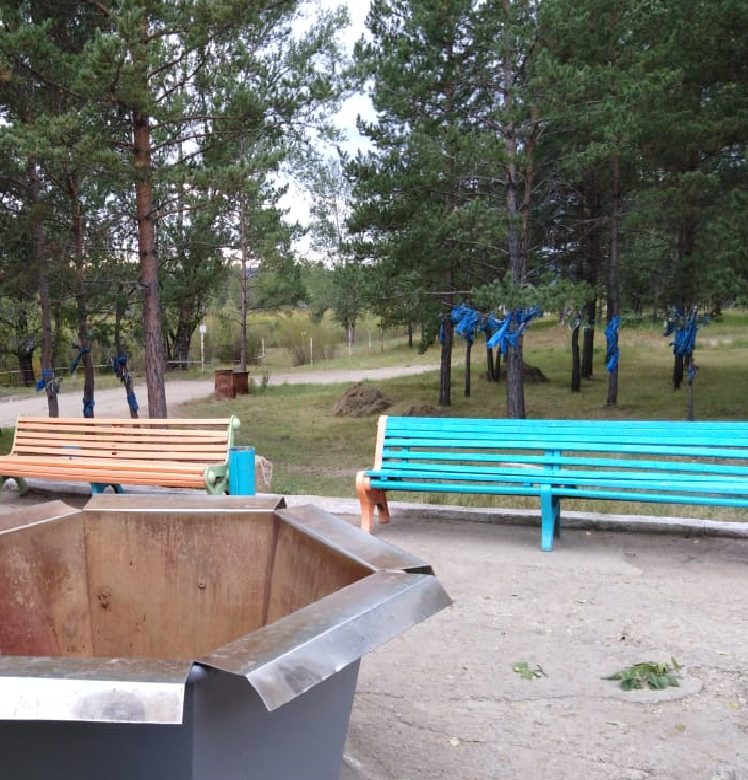
Чаша с углекислой гидрокарбонатной кальциево-магниевой минеральной водой, Дарасун

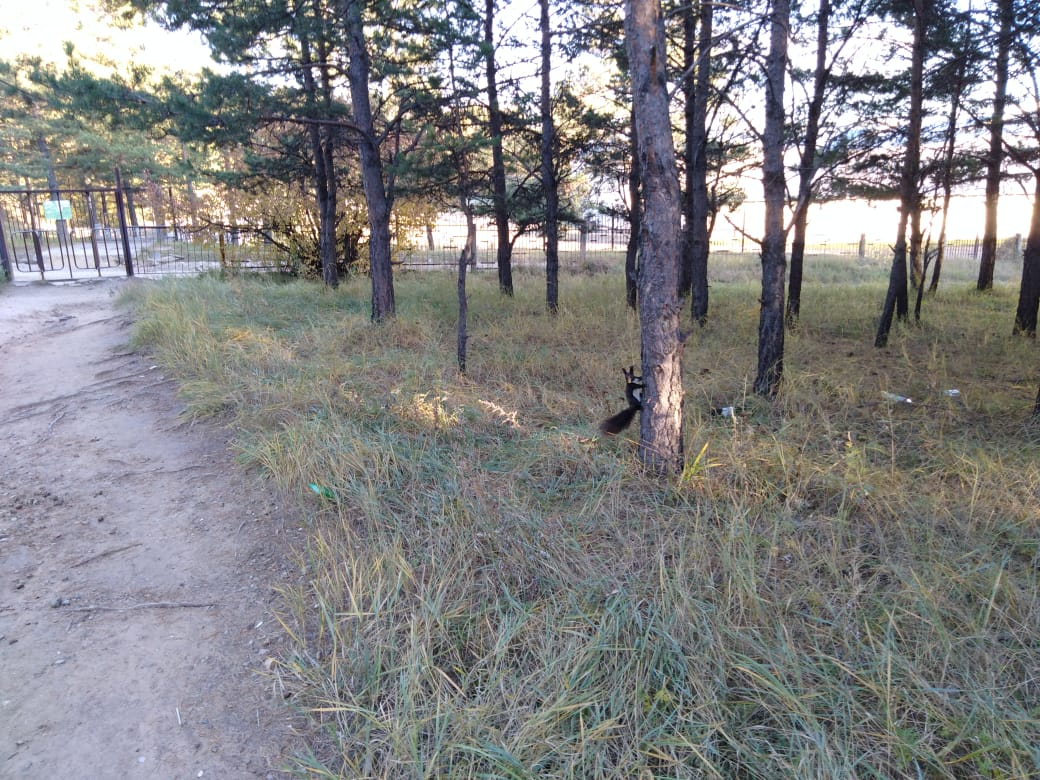
Территория Дарасун-Курорт

В 1858 году основан Бальнеологический курорт.
В 1921 году курорт изъят был национализирован и передан Дальневосточному Управлению курортами.
В 1927 году на курорте открыта водолечебница, клинико-диагностическая лаборатория, зубоврачебный кабинет, антропометрический кабинет.
В 1930-х годах построены клинико-биохимическая лаборатория, спортивная площадка, летний театр, солярий.
В 1957 году по указу Президиума Верховного Совета РСФСР Курорт — Дарасун получил статус поселка городского типа.
В начале 2006 года создано муниципальное образование «Курорт — Дарасунское городское поселение» с административным центром в поселке Курорт-Дарасунское.

## Климат и погода
Преобладает резко континентальный климат.
Зимы холодные и длительные.
Самый холодный месяц — январь (со средней температурой −24,8 градусов).
Лето влажное и теплое. Самый теплый месяц — июль (со средней температурой +18,7 градусов).

## Население
| 1959  | 1970  | 1979  | 1989  | 2002  | 2007  |
| ----- | ----- | ----- | ----- | ----- | ----- |
| 4435  | ↗5676 | ↘5563 | ↘5158 | ↘3423 | ↘3253 |
| 2009  | 2010  | 2011  | 2012  | 2013  | 2014  |
| ↘3170 | ↘3120 | ↘3115 | ↘3105 | ↘3030 | ↘3027 |
| 2015  | 2016  | 2017  | 2018  | 2019  | 2020  |
| ↘2989 | ↘2946 | ↘2887 | ↘2835 | ↘2756 | ↘2735 |
| 2021  |       |       |       |       |       |
| ↘2622 |       |       |       |       |       |

## Разное
Входит в Перечень населённых пунктов Забайкальского края, подверженных угрозе лесных пожаров

## Литература

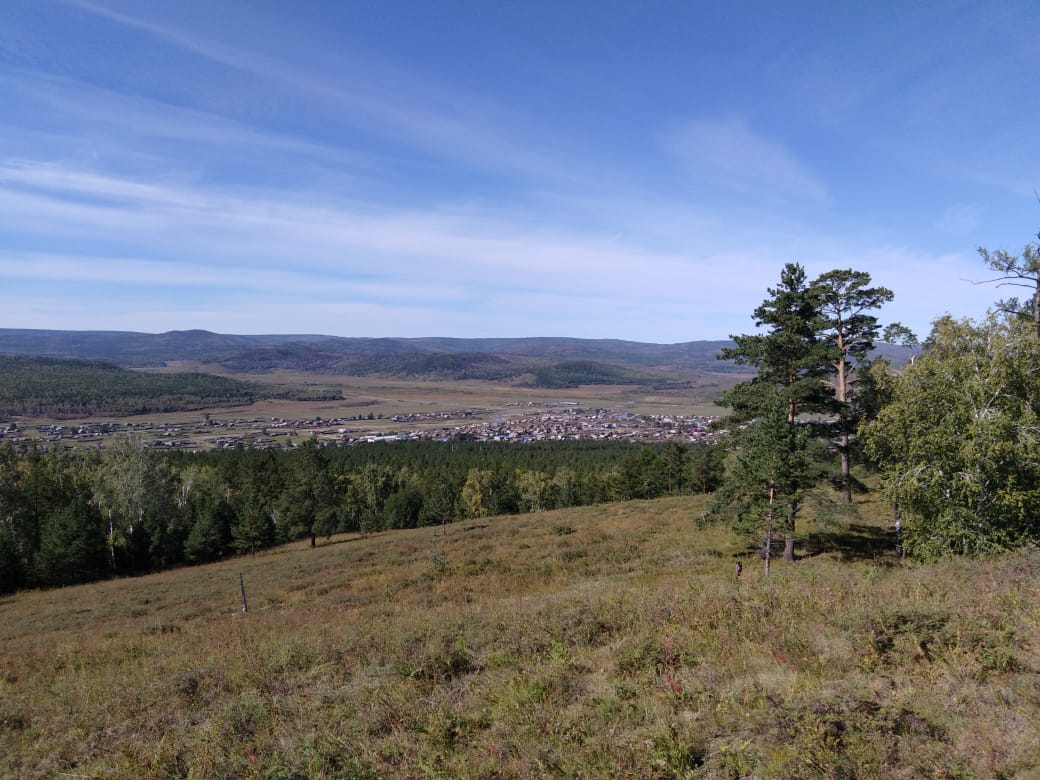
Дарасун-Курорт